# Physematia concordalis
Physematia concordalis är en fjärilsart som beskrevs av Lederer 1863. Physematia concordalis ingår i släktet Physematia och familjen Crambidae. Inga underarter finns listade i Catalogue of Life.